# Janusz Horodniczy
Janusz Tadeusz Horodniczy (ur. 5 września 1935 r. w Wilnie) – polski aktor, reżyser, scenarzysta i pisarz.

## Życiorys
Syn Józefa i Marii. Na terenie Wrocławia założył organizację antykomunistyczną, która posługiwała się nazwami: „Wrocław Północ”, „Batalion Młodzieżowy AK” i „Proletariat”. On sam w strukturach organizacji nosił pseudonim „Bocian”. Działalność trwała od grudnia 1951 do sierpnia 1952 r., 8 sierpnia Urząd Bezpieczeństwa aresztował członków organizacji. Za swą działalność został skazany w dniu 31 stycznia 1953 r. wyrokiem Wojskowego Sądu Rejonowego we Wrocławiu na 9 lat więzienia. 27 kwietnia 1955 r. Najwyższy Sąd Wojskowy, na mocy amnestii, złagodził karę do 6 lat więzienia, którą odbył w Więzieniu nr 2 we Wrocławiu, więzieniu w Rawiczu, Ośrodku Pracy Więźniów w Strzelcach Opolskich oraz w Więzieniu w Sieradzu. Na mocy postanowienia Sądu Wojewódzkiego we Wrocławiu o jego warunkowym przedterminowym zwolnieniu został zwolniony z więzienia 27 kwietnia 1956 r. Jako były więzień polityczny pozostawał pod obserwacją Służby Bezpieczeństwa do 1960 r.
Młodzieżowy działacz opozycji w okresie PRL-u. Grał drugoplanowe role w serialach Ojciec Mateusz i Klan oraz pracował jako scenarzysta i reżyser.

## Książki i publikacje
Jest autorem publikacji:
- „Kawał życia” – trylogia:
  - „Młodsi od swoich wyroków” t.1
  - „Zapiski komedianta” t.2
  - „Na pokładzie i za burtą” t.3
- „Rzecz wstydliwa”
- „Przy szabasowych świecach : Humor Żydowski prezentuje Janusz Horodniczy”